# 时间片轮转调度

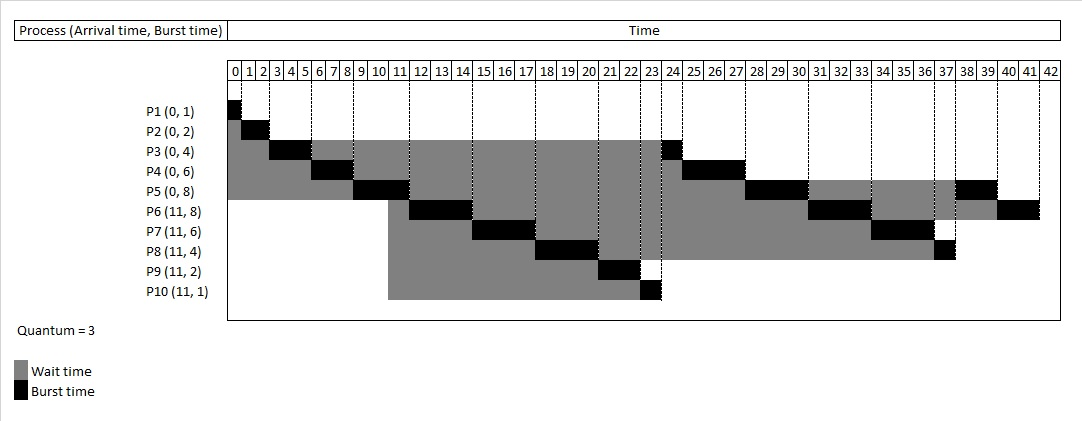
Round Robin抢占式调度示例

时间片轮转调度(Round-Robin Scheduling) 是进程和网络调度程序常用的算法之一。 这一方法将相等长度的时间片按照不变的顺序依次分配给每个进程，且在处理所有进程时不考虑任何优先级。这一算法简单并易于实现，并且不会产生饥饿问题。时间片轮转调度可以应用于其他调度问题，例如计算机网络中的数据包调度。它是一个操作系统概念。
该算法的名称来自于其他领域通用的循环制原则，即每个参与者轮流获得相同分量的物品。

## 进程调度
为了公平地调度进程，循环调度程序通常采用分时机制，为每个作业分配一个时间片或时间量 （CPU 时间），如果用完这一分配的时间还没有完成，则中断该进程。下次为该进程分配时间时，该进程将恢复执行。如果进程在其时间片内终止或将其状态更改为等待（或阻塞），则调度程序会选择就绪队列中的第一个进程来执行。
循环算法是一种抢占式算法，因为一旦时间片用尽，调度程序就会强制性的暂停进程的执行。
例如，如果时间片为100毫秒，而进程1完成的总时间为250毫秒，则循环调度程序将在100毫秒后暂停该进程，并让其他进程在CPU上占用时间。一旦其他线程都使用过一次相同的时间片（100毫秒），进程1将获得另一次CPU时间分配。这个过程一直将持续循环到进程结束并且不需要更多的CPU时间。

### 例子
在时间片长度为100毫秒的系统中，考虑下表所列举的进程：
| 进程名称 | 开始时间(ms) | 执行时间(ms) |
| -------- | ------------ | ------------ |
| P0       | 0            | 250          |
| P1       | 50           | 170          |
| P2       | 130          | 75           |
| P3       | 190          | 100          |
| P4       | 210          | 130          |
| P5       | 350          | 50           |

1. ↑  Arpaci-Dusseau, Remzi H.; Arpaci-Dusseau, Andrea C.,  (PDF), Arpaci-Dusseau Books, 2014  [2022-12-28], （原始内容存档 (PDF)于2018-10-13）
2. ↑  Stallings, William. . Pearson. 2015: 409. ISBN 978-0-13-380591-8.
3. ↑  Nash, Stacey L. . Popular Science. 2022-06-11  [2022-07-07]. （原始内容存档于2022-12-28） （英语）.
4. ↑  Silberschatz, Abraham; Galvin, Peter B.; Gagne, Greg.  8th. John Wiley & Sons (Asia). 2010: 194. ISBN 978-0-470-23399-3. 5.3.4 Round Robin Scheduling